# Stockdale (Teksas)
Stockdale je grad u američkoj saveznoj državi Teksas. Prema popisu stanovništva iz 2010. u njemu je živjelo 1.442 stanovnika.